# تشيتندن ليون
تشيتندن ليون هو سياسي أمريكي، ولد في 22 فبراير 1787 في فير هيفن في الولايات المتحدة، وتوفي في 23 نوفمبر 1842. نشط حزبياً في الحزب الديمقراطي. وقد انتخب عضو مجلس النواب الأمريكي ‏.